# Diezani Allison-Madueke

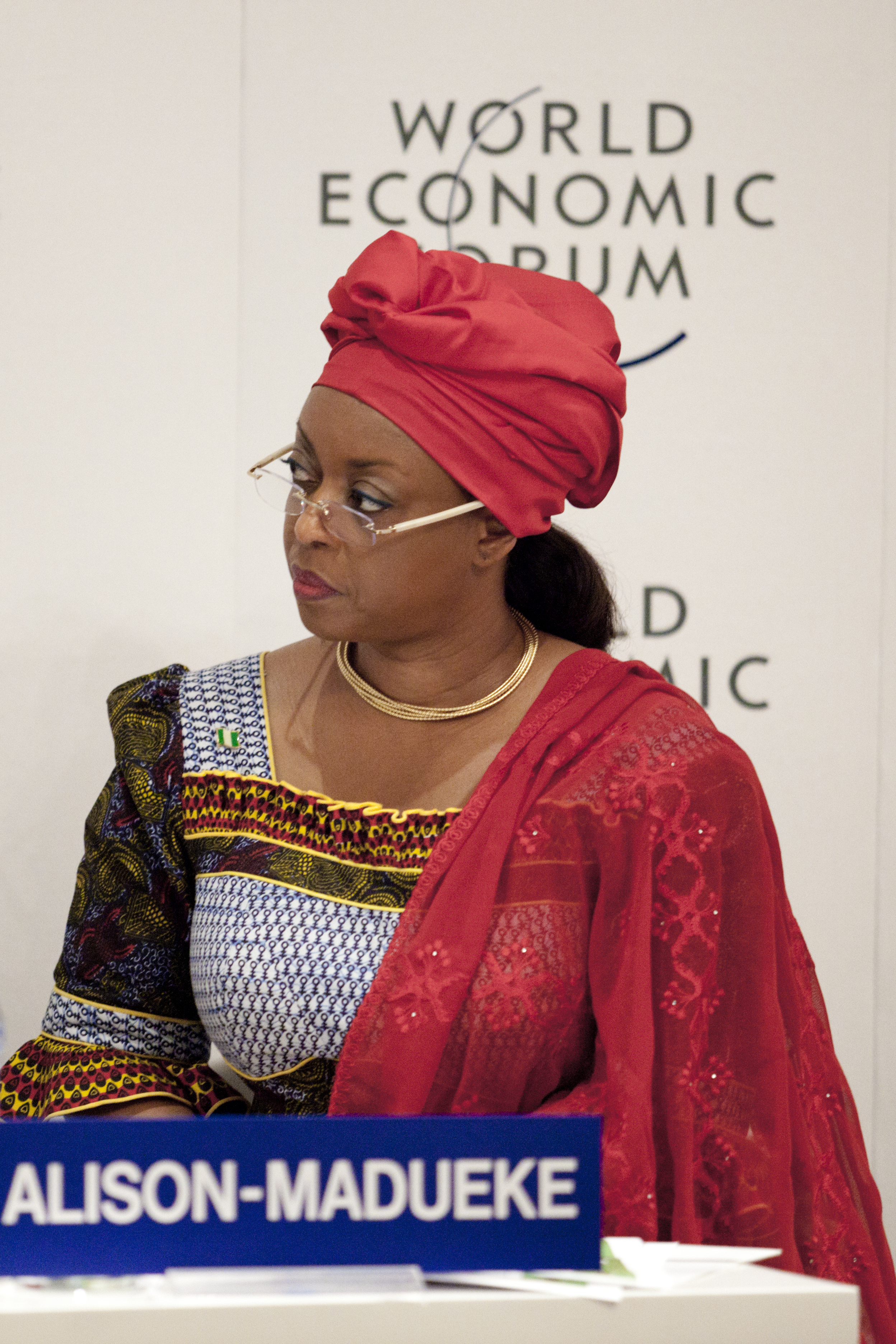
Diezani Allison-Madueke.

Diezani Allison-Madueke, född 6 december 1960 i Port Harcourt, Rivers, Nigeria, är en nigeriansk politiker och tidigare chef inom oljebolaget Shell. Sedan 6 april 2010 är hon Nigerias oljeminister, vilket gör henne till den första kvinnan bland OPEC-länderna att inneha denna post.
Hon är utbildad arkitekt och har bland annat studerat vid Universitetet i Cambridge och Howard University. 1992 började hon arbeta för Shells nigerianska dotterbolag där hon bland annat var chef för företagets civila fastigheter. 2006 blev hon första kvinna i Shell Nigeras styrelse. 
26 juli 2007 utsågs hon till Nigerias transportminister, men 23 december året därpå blev hon istället gruvminister innan hon 2010 fick sin nuvarande post under den nya presidenten Goodluck Jonathan.
I november 2014 utsågs hon till ordförande för OPEC.